# جهان گم‌شده (فیلم ۱۹۶۰)
جهان گم‌شده (انگلیسی: The Lost World) یک فیلم در ژانر فانتزی، ماجراجویی، و علمی تخیلی به کارگردانی ایروین آلن است که در سال ۱۹۶۰ منتشر شد.

## بازیگران
- مایکل رنی
- جیل سنت جان
- دیوید هدیسون
- کلود رینس
- فرناندو لاماس
- ریچارد هایدن
- ایان ولف
- بن رایت
- بس فلاور
- جی نووللو